# Де-Куїн (Арканзас)
Де-Куїн (англ. De Queen) — місто (англ. city) в США, в окрузі Сев'єр штату Арканзас. Населення — 6105 осіб (2020).

## Географія
Де-Куїн розташований на висоті 128 метрів над рівнем моря за координатами 34°2′32″ пн. ш. 94°20′32″ зх. д. / 34.04222° пн. ш. 94.34222° зх. д. (34.042245, -94.342133). За даними Бюро перепису населення США в 2010 році місто мало площу 15,70 км², з яких 15,42 км² — суходіл та 0,28 км² — водойми.

## Демографія
Згідно з переписом 2010 року, у місті мешкали 6594 особи в 2035 домогосподарствах у складі 1477 родин. Густота населення становила 420 осіб/км². Було 2256 помешкань (144/км²).
Расовий склад населення:
| - 51,9 % — білих - 5,8 % — чорних або афроамериканців - 2,3 % — корінних американців - 0,7 % — азіатів - 35,1 % — осіб інших рас |

До двох чи більше рас належало 4,2 %. Іспаномовні складали 53,5 % від усіх жителів.
За віковим діапазоном населення розподілялося таким чином: 34,1 % — особи молодші 18 років, 55,7 % — особи у віці 18—64 років, 10,2 % — особи у віці 65 років та старші. Медіана віку мешканця становила 28,5 року. На 100 осіб жіночої статі у місті припадало 94,1 чоловіків; на 100 жінок у віці від 18 років та старших — 91,2 чоловіків також старших 18 років.
Середній дохід на одне домашнє господарство становив 41 945 доларів США (медіана — 30 048), а середній дохід на одну сім'ю — 46 496 доларів (медіана — 34 583). Медіана доходів становила 27 091 долар для чоловіків та 26 365 доларів для жінок. За межею бідності перебувало 29,8 % осіб, у тому числі 40,0 % дітей у віці до 18 років та 9,6 % осіб у віці 65 років та старших.
Цивільне працевлаштоване населення становило 2693 особи. Основні галузі зайнятості: виробництво — 41,1 %, будівництво — 13,5 %, освіта, охорона здоров'я та соціальна допомога — 11,7 %.
За даними перепису населення 2000 року в Де-Куіні мешкало 5765 осіб, 1377 сімей, налічувалося 1913 домашніх господарств і 2108 житлових будинків. Середня густота населення становила близько 389,5 осіб на один квадратний кілометр. Расовий склад Де-Куіна за даними перепису розподілився таким чином: 66,4 % білих, 6,07 % — чорних або афроамериканців, 2,38 % — корінних американців, 0,21 % — азіатів, 0,1 % — вихідців з тихоокеанських островів, 1,77 % — представників змішаних рас, 23,07 % — інших народів. Іспаномовні склали 38,59 % від усіх жителів міста.
З 1913 домашніх господарств в 39 % — виховували дітей віком до 18 років, 52,7 % представляли собою подружні пари, які спільно проживали, в 13,2 % сімей жінки проживали без чоловіків, 28 % не мали сімей. 24 % від загального числа сімей на момент перепису жили самостійно, при цьому 11,8 % склали самотні літні люди у віці 65 років та старше. Середній розмір домашнього господарства склав 2,93 особи, а середній розмір родини — 3,44 особи.
Населення міста за віковим діапазоном за даними перепису 2000 року розподілилося таким чином: 30,3 % — жителі молодше 18 років, 11,7 % — між 18 і 24 роками, 28,3 % — від 25 до 44 років, 16,8 % — від 45 до 64 років і 12,9 % — у віці 65 років та старше. Середній вік мешканця склав 30 років. На кожні 100 жінок в Де-Куіні припадало 96,9 чоловіків, у віці від 18 років та старше — 93,2 чоловіків також старше 18 років.
Середній дохід на одне домашнє господарство в місті склав 25 707 доларів США, а середній дохід на одну сім'ю — 31 582 долара. При цьому чоловіки мали середній дохід в 21 542 долара США на рік проти 17 367 доларів середньорічного доходу у жінок. Дохід на душу населення в місті склав 12 968 доларів на рік. 21,3 % від усього числа сімей в окрузі і 26,9 % від усієї чисельності населення перебувало на момент перепису населення за межею бідності, при цьому 36,7 % з них були молодші 18 років і 18,5 % — у віці 65 років та старше.

## Відомі уродженці
- Коллін Рей — співак кантрі
- Уес Воткінс — політик